# Kinderspital Bethlehem
Die Gründung des Kinderspital Bethlehem (offizieller Name: Caritas Baby Hospital) 1953 geht zurück auf die beiden Schweizer Hedwig Vetter und Pater Ernst Schnydrig sowie den palästinensischen Arzt Dr. Antoine Dabdoub. Das Caritas Baby Hospital befindet sich in Bethlehem (“Besetztes Palästinensisches Gebiet”). Es ist das einzige ausschließlich auf Kindermedizin spezialisierte Spital im Westjordanland. Behandelt werden Kinder bis ins Alter von 18 Jahren, unabhängig ihrer Religion und sozialen Herkunft. Das heutige Spitalgebäude wurde im Jahr 1978 errichtet und eingeweiht. Das Spital ist eng in das palästinensische Gesundheitswesen integriert; es bietet Aus- und Fortbildung von Ärztinnen und Ärzten sowie von Pflegenden an. 250 Personen finden dort eine Anstellung.

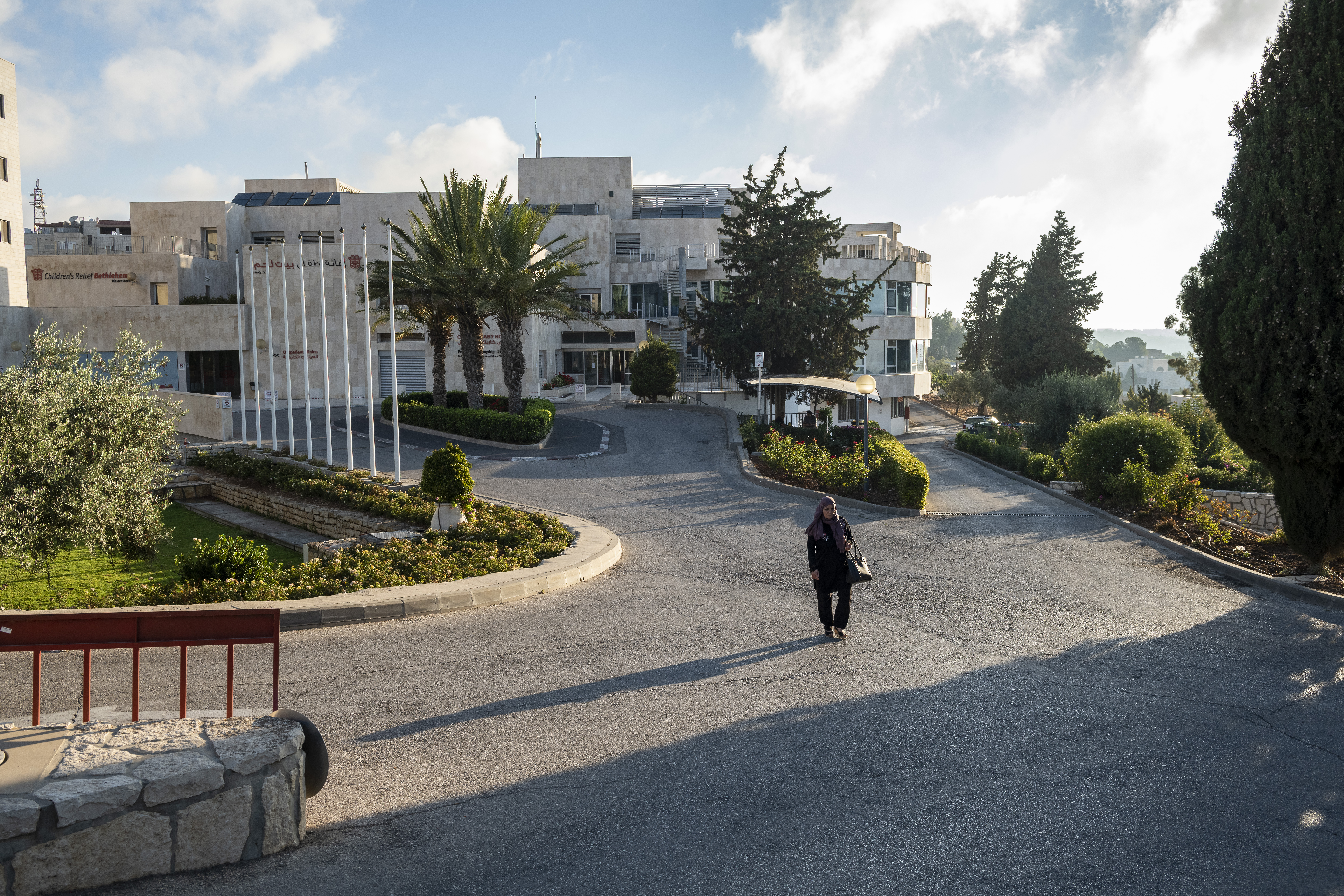
Gebäude des Kinderspitals in Bethlehem

Das Caritas Baby Hospital wird vom Verein Kinderhilfe Bethlehem mit Sitz in Luzern betrieben. Es wird aus Spendengeldern sowie einem geringen Selbstbehalt, den die Eltern leisten, finanziert. Dazu kommen Einnahmen aus Vereinbarungen von öffentlichen Spitälern im besetzten Gebiet, Diese überweisen kranke Kinder, die eine spezialisierte Behandlung benötigen, an das Caritas Baby Hospital.
Das Caritas Baby Hospital arbeitet vor Ort organisatorisch unabhängig von Caritas-Verbänden. Der Name «Caritas» geht auf die Entstehungsgeschichte und die karitative Ausrichtung des Spitals zurück.

## Einzugsgebiet und verbreitete Krankheiten
Einzugsgebiet des Caritas Baby Hospital ist das südliche Westjordanland (die Gouvernements Bethlehem und Hebron). Laut Angaben des palästinensischen Statistikbüros leben dort schätzungsweise 417‘000 Kinder unter 18 Jahre (Stand 2019).

### Krankheitsbilder
Infektionen sowie Erkrankungen des Magen-Darm-Traktes und der Atemwege gehören zu den häufigsten Krankheitsbildern. Verbreitet sind auch Erkrankungen des zentralen Nervensystems, Neugeborenen-Sepsis sowie Gelbsucht bei Neugeborenen. Relativ häufig treten Erbkrankheiten wie Cystische Fibrose und andere Stoffwechselerkrankungen auf.

## Geschichte
Die Gründung des Caritas Baby Hospitals und der Kinderhilfe Bethlehem gehen auf die Geschehnisse des Jahres 1948 zurück. Hunderttausende Palästinenser waren infolge der Staatsgründung Israels und des darauffolgenden Unabhängigkeitskrieges (israelische Geschichtsschreibung) bzw. der Nakba (arabisch für «Katastrophe», palästinensische Geschichtsschreibung) zu Flüchtlingen und Vertriebenen geworden und lebten in grosser Armut in Zelten.
Hedwig Vetter, eine Mitarbeiterin der Schweizer Caritas, reiste im Jahr 1949 nach Bethlehem. Dort sah sie sich mit der Not der palästinensischen Bevölkerung konfrontiert. Zusammen mit dem palästinensischen Arzt Dr. Antoine Dabdoub richtete sie ein Ambulatorium für Babys ein und legte damit die Basis für das Caritas Baby Hospital. 1952 erhielt der Walliser Pater Ernst Schnydrig von der Schweizer Caritas den Auftrag, sich ein Bild der Lage der palästinensischen Flüchtlinge vor Ort zu machen. In Bethlehem traf er auf Hedwig Vetter. Für beide war klar: als Christen wollten sie den Menschen im Geburtsort Jesu helfen. Zurück in Europa, trat Schnydrig in die Dienste des Deutschen Caritasverbandes und setzte sich fortan in der Schweiz und in Deutschland dafür ein, finanzielle Unterstützung für das Kinderspital zu finden. 1963 gründete er schliesslich den gemeinnützigen Verein Kinderhilfe Bethlehem mit Sitz in Luzern.
Im April 1978 wurde ein eigenes Spitalgebäude für das Caritas Baby Hospital eingeweiht. Das Kinderspital entwickelt sich seither kontinuierlich weiter und passt sich stets aktuellen Standards an.

## Medizinische Angebote

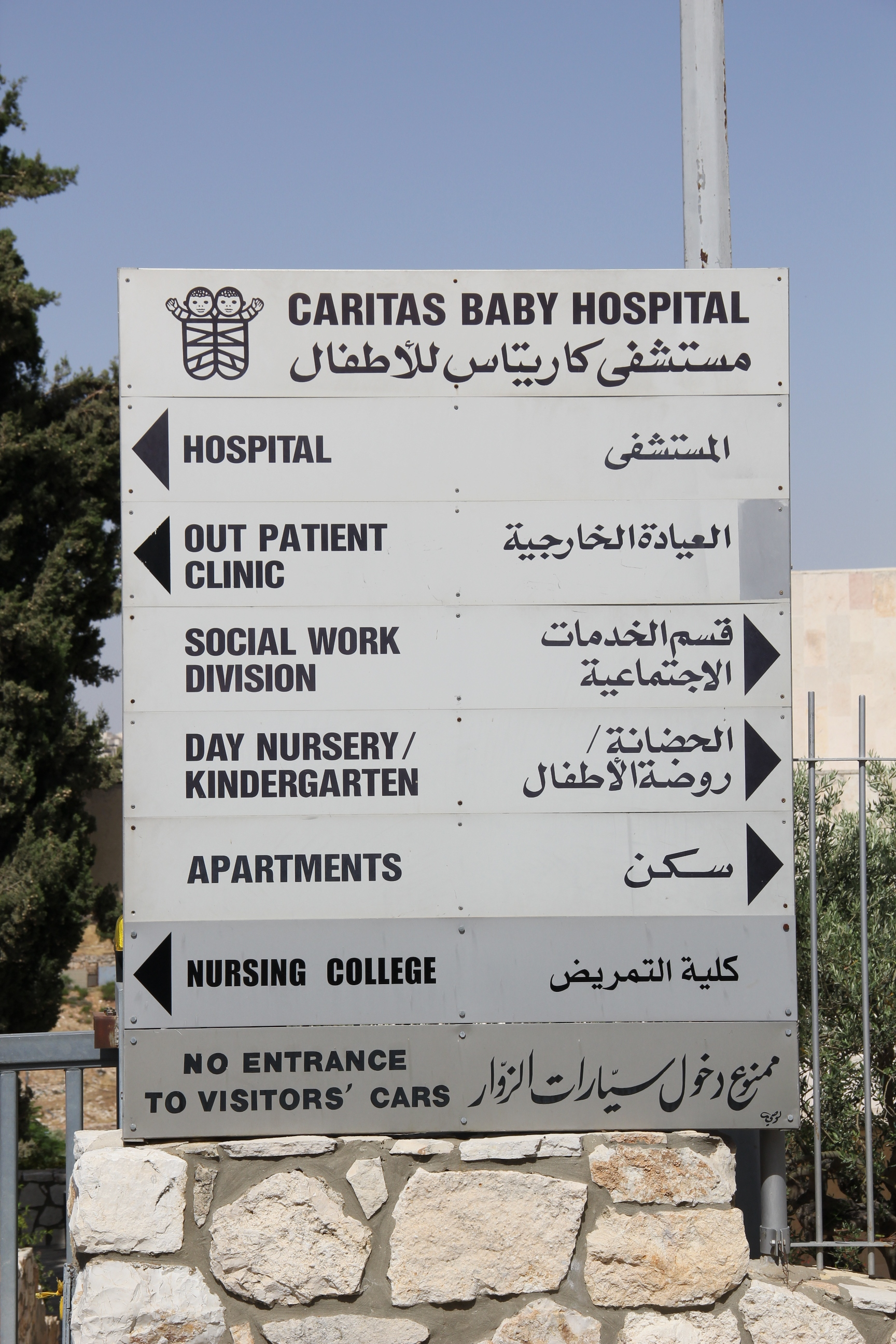
Wegweiser vor dem Kinderspital Bethlehem

Das Caritas Baby Hospital bietet ambulante und stationäre Behandlungen für kranke Kinder an. Es zeichnet sich durch seine umfassenden Leistungen in pädiatrischer Medizin aus und hat sich in drei Bereichen spezialisiert: Neurologie, Pneumologie und Intensivmedizin. Für diese Spezialitäten besteht eine besonders große Nachfrage und sie werden laufend weiterentwickelt.

### Ambulante Behandlung
Folgende Leistungen werden ambulant angeboten:

#### Ambulatorium (Outpatient Clinic)
Der grösste Teil der Patienten wird in der «Outpatient Clinic» ambulant behandelt. Es handelt sich um ein Ambulatorium, wo Eltern mit ihren kranken Kindern unangemeldet zur Konsultation kommen können. Jährlich werden zehntausende Kinder ambulant behandelt; einem global feststellbaren Trend entsprechend werden Patienten, wann immer möglich, ambulant behandelt und nicht hospitalisiert.

#### Ambulante Behandlungen bei Spezialisten
Neben Neurologie und Pneumologie werden für eine Reihe von pädiatrischen Fachrichtungen zusätzlich Spezialsprechstunden angeboten – so etwa für Kardiologie, Orthopädie oder Stoffwechselerkrankungen.

#### Tagesklinik
Die Tagesklinik ist für Kinder, deren ambulante Behandlungen oder Untersuchungen etwas länger dauern (bis zu sechs Stunden). Gerade Kurzzeit-Therapien, wie zum Beispiel Sauerstoff-Gabe, sind in der Tagesklinik häufig vorzufinden.

#### Beobachtungsstation
In der Anfang 2020 eröffneten Beobachtungsstation werden Kinder bis zu 24 Stunden betreut. Im Beobachtungsraum bleiben die kranken Kinder zur medizinischen Überwachung und erhalten einfache Behandlungen (z. B. Infusion). Verbessert sich der Gesundheitszustand, kann das Kind rasch entlassen werden; verschlechtert sich sein Zustand, wird es in eine der pädiatrischen Stationen aufgenommen.

### Stationäre Behandlung
Im Caritas Baby Hospital stehen 70 Betten für die stationäre Behandlung von Kindern bereit:
- Neun Betten befinden sich in der Intensivstation (vier PICU: «Pediatric Intensive Care Unit» und fünf NICU: «Neonatal Intensive Care Unit») In Westjordanland ist die Nachfrage nach pädiatrischer Intensivpflege sehr hoch.[12]
- 39 Betten finden sich in zwei medizinischen Stationen (Ward A, Ward B)[13]
- 22 Betten stehen für Neugeborene zur Verfügung (Neonatal Ward)[14]

Jährlich werden bis zu 5'000 Kinder stationär behandelt.

### Mütterabteilung
Der respektvolle und liebevolle Umgang mit Kindern und ihren Familien unabhängig von ihrer sozialen Herkunft zeichnet das Caritas Baby Hospital ebenso aus, wie sein ganzheitlicher Behandlungsansatz. Mütter bzw. Eltern werden systematisch in die Behandlung einbezogen. Mütter von hospitalisierten Kindern können in der Mütterabteilung des Spitals übernachten und so nahe bei den kleinen Patienten sein, was sich auf Wohlbefinden und Heilungsprozess der Kinder positiv auswirkt.
Während ihres Aufenthalts bekommen die Frauen dort auch Informationen und Beratung in Hygiene, Erbkrankheiten, Ernährung etc. sowie psychologische Unterstützung und sie können sich mit anderen Müttern austauschen. Dies trägt zur Stärkung ihrer Rolle in der Familie bei und ihr erworbenes Wissen kommt später all ihren Kindern und ihrem Lebensumfeld zugute.

### Physiotherapie
Das Caritas Baby Hospital bietet zudem auch frühkindliche Physiotherapie an, die sich an Kleinkinder bis zum vollendeten dritten Lebensjahr richtet. Eine Behandlung, die im Westjordanland kaum verbreitet ist. Insbesondere bei Kindern mit neurologischen und muskulären Problemen kann der frühe Beginn mit der Physiotherapie zu grossen Erfolgen führen und sich sehr positiv auf die spätere Entwicklung der Kinder auswirken. Neben der klassischen Physiotherapie bietet das Caritas Baby Hospital zudem auch Ergotherapie, Lungenphysiotherapie und Sprachtherapie an.

### Sozialdienst
Ein gut ausgebauter Sozialdienst kümmert sich um die Kinder und ihre Familien. Sozialarbeiterinnen werden von den medizinischen und pflegerischen Fachkräften beigezogen, wenn dies als nötig erachtet wird; diese klären u. a. die finanzielle Situation von Familien ab und machen wo nötig auch regelmäßig Hausbesuche.

## Weitere Angebote

### Organisation von Selbsthilfegruppen
Für Eltern und Familienangehörige von Kindern mit chronischen Erkrankungen – z. B. Epidermolysis bullosa (Schmetterlingskinder) oder Cystischer Fibrose – werden im Caritas Baby Hospital Selbsthilfegruppen angeboten. Auch die kranken Kinder treffen sich während dieser Zeit in eigenen Selbsthilfegruppen. Organisiert und betreut werden diese vom Sozialdienst des Spitals.

### Clowngruppe
Mehrere Angestellte des Caritas Baby Hospital bilden gemeinsam die «Band of smile» (Schmunzelgruppe). Als Clowns verkleidet besuchen sie die hospitalisierten Kinder und spenden ihnen Trost. Das vermittelte Wohlbefinden aktiviert die Selbstheilungskraft der Kinder.

### Fortbildung «Center for continuing education»
Das Fortbildungszentrum des Caritas Baby Hospital organisiert regelmäßig interne Weiterbildungen und Tagungen für die Angestellten.

## Position im palästinensischen Gesundheitswesen
Das Caritas Baby Hospital arbeitet eng mit dem Gesundheitsministerium der palästinensischen Autonomiebehörde zusammen und pflegt mit anderen Spitälern im Westjordanland regelmäßige Kontakte. Als wichtiger Arbeitgeber und als Ort der Fortbildung gibt das Caritas Baby Hospital Menschen in Palästina eine Perspektive für ein Leben in ihrer Heimat. Die rund 250 Angestellten des Spitals erhalten gute Arbeitsbedingungen, faire Löhne und besuchen regelmäßig Weiterbildungen.